# George Sarton
George Alfred Leon Sarton (né le 31 août 1884 à Gand et décédé le 22 mars 1956 à Cambridge dans le Massachusetts) est un historien des sciences américain d'origine belge. Il a écrit plusieurs classiques de l’histoire des sciences et est considéré comme le père du développement de l’histoire des sciences aux États-Unis.
Il est le père de l'écrivain et poétesse américaine May Sarton.

## Biographie
Il étudie la philosophie à l'Université de Gand avant de s'orienter vers la science et obtenir un doctorat en mathématiques dans cette université en 1911. La même année il épouse Eleanor Mabel Elwes, une artiste anglaise avec qui il a une fille en 1912, May Sarton. Toujours en 1912, il fonde la première revue d'histoire des sciences et des techniques, Isis, dont le premier numéro parait en mars 1913.
À la suite du déclenchement de la Première Guerre mondiale, il fuit la Belgique en passant par la Hollande, pour rejoindre l'Angleterre et enfin les États-Unis en 1915, où il restera toute sa vie.
L'année suivante il organise des conférences à l'université Harvard en philosophie et histoire des sciences, jusqu'en 1918, où la Carnegie Institution fait de lui un chercheur associé, rendant ainsi sa situation financière moins précaire. Il publie en septembre 1919 le deuxième numéro de Isis.
En 1924, il devient officiellement citoyen américain. La même année il fonde la History of Science Society, qui doit notamment servir de support pour la publication de Isis. En 1936, il fonde Osiris, destiné à accueillir des articles plus longs que Isis.
Il devient maître-assistant à l'université Harvard en 1920 et professeur d'histoire des sciences de 1940 jusqu'à sa retraite en 1951. Il continue cependant de se consacrer à l'écriture et organise des conférences jusqu'à sa mort le 22 mars 1956.

## Travaux
Il prévoyait de réaliser une œuvre exhaustive sur l'histoire des sciences en neuf tomes, qui durant la préparation du second tome l'amène à apprendre l'arabe et à voyager au Moyen-Orient et en Afrique du Nord (de 1931 à 1932) pour y étudier des manuscrits originaux. Mais au moment de sa mort en 1956, seuls les deux premiers tomes sont terminés.
Dans cette monumentale Histoire des sciences, George Sarton montre comment après les Égyptiens, les Sumériens, les Grecs, les Alexandrins, les Romains, les Byzantins, les savants du monde musulman (Persans, Arabes, Berbères, juifs, chrétiens, musulmans) ont dominé, en une suite ininterrompue, de 750 à 1100. Citons notamment le chimiste Jabir Ibn Hayyan (vers 800), l'inventeur de l'algèbre et des algorithmes Al-Khawarizmi (780-850), le fondateur du premier hôpital, Rhazès (mort en 925), l'astronome et historien Al-Biruni (973-1050), le philosophe et médecin Avicenne (980-1037), Omar Khayyam (1047-1122), mathématicien et poète. À partir du XIIe siècle, émergent les savants européens mais ils doivent encore compter avec le philosophe Averroès (1126-1198), le médecin et théologien musulman Maïmonide (1135-1204), le géographe et voyageur Ibn Battûta (1304-1377), l'historien Ibn Khaldoun (1332-1406).
Son œuvre combine la biographie de scientifiques avec l'analyse de leurs découvertes en utilisant des sources secondaires. Il montre également le lien qui unit la magie et la science durant les périodes précédant la révolution scientifique.

## Hommage
En hommage à ses travaux, la History of Science Society a créé la Médaille George Sarton qui est la plus prestigieuse récompense de cette société savante. Depuis 1955, elle récompense un historien des sciences de la communauté internationale pour les travaux qu'il a accomplis durant sa vie. La première personne récompensée a été George Sarton lui-même.

## Publications
- George Sarton, Introduction to the History of Science, Volumes I, II et III. Baltimore: Williams & Wilkins, 1927-1948. (I. From Homer to Omar Khayyam. — II. From Rabbi Ben Ezra to Roger Bacon, pt. 1-2. — III. Science and learning in the fourteenth-century, pt. 1-2.)
- George Sarton, A History of Science. Ancient science through the Golden Age of Greece, Cambridge, Mass.: Harvard University Press, 1952.
- George Sarton, A History of Science. Hellenistic science and culture in the last three centuries B.C., Cambridge, Mass.: Harvard University Press, 1959.

## Source
- (en) George Sarton Biography de Encyclopedia of World Biography